# Шеллертен
Шеллертен (нем. Schellerten) — община в Германии, в земле Нижняя Саксония.
Входит в состав района Хильдесхайм. Население составляет 8206 человек (на 31 декабря 2010 года). Занимает площадь 80,02 км².
Коммуна подразделяется на 12 сельских округов.
| Год  | Население |
| ---- | --------- |
| 1990 | 8407      |
| 1995 | 8509      |
| 2000 | 8695      |
| 2005 | 8659      |
| 2010 | 8307      |